# Phorocera rapida
Phorocera rapida är en tvåvingeart som beskrevs av Robineau-desvoidy 1830. Phorocera rapida ingår i släktet Phorocera och familjen parasitflugor.
Artens utbredningsområde är Frankrike. Inga underarter finns listade i Catalogue of Life.